# Euconosia xylinoides
Euconosia xylinoides är en fjärilsart som beskrevs av Walker 1862. Euconosia xylinoides ingår i släktet Euconosia och familjen björnspinnare. Inga underarter finns listade i Catalogue of Life.